# Marcus Friedlander
Marcus Ian Friedlander ist ein US-amerikanischer Kameramann und Filmproduzent.

## Leben
Friedlander begann sich ab seinem 14. Lebensjahr für Filmtechnik zu interessieren. Er studierte von 2011 bis 2015 Dramaturgie und als Hauptfach Drehbuch an der California State University, Northridge. Sein Studium schloss er mit dem Bachelor of Arts ab. Während seiner Studienzeit produzierte er den Kurzfilm Insatiable. Seit 2014 tritt er in verschiedenen Film- und Serienproduktionen als Kameramann in Erscheinung. Seit 2018 wirkt er vor allem an Filmproduktion des Filmstudios The Asylum wie an dessen Filmen Clown – Willkommen im Kabinett des Schreckens, Monster Hunters – Die Alienjäger, Apocalypse of Ice – Die letzte Zuflucht, Meteor Moon, Planet Dune, Triassic Hunt, 2021 – War of the Worlds: Invasion from Mars, Ape vs. Monster, Aquarium of the Dead, Swim – Schwimm um dein Leben!, The Devil’s Triangle – Das Geheimnis von Atlantis und Bullet Train Down mit.

## Filmografie (Auswahl)

### Kamera
- 2014: Disney’s Friends for Change (Fernsehserie)
- 2014: Dinner at Le Cruel (Kurzfilm)
- 2015: Fracture (Kurzfilm)
- 2015: Stealth (Kurzfilm)
- 2015: Corsica Arts Club: California I Follow (Musikvideo)
- 2015: Twelve
- 2015: January (Kurzfilm)
- 2015: December (Kurzfilm)
- 2015: 20/20 Hindsight (Kurzfilm)
- 2015: Superguy and Friends (Fernsehfilm)
- 2016: The Code of Cain
- 2016: Strongboy (Kurzfilm)
- 2016: Welcome to the Shadow Zone (Miniserie)
- 2017: Secrets of Deception
- 2017: Shallow Water (Kurzfilm)
- 2017: Outcall Presents: The Day Shift (Kurzfilm)
- 2017: Limelight
- 2017: Nasty Habits (Fernsehserie, Episode 2x05)
- 2017: Compton Silkk (Kurzfilm)
- 2018: Alien Siege – Angriffsziel Erde (Alien Siege)
- 2018: Sharknado 6: The Last One (The Last Sharknado: It’s About Time, Fernsehfilm)
- 2018: Nazi Overlord
- 2018: Bella's Story
- 2018: Team Nerdist (Miniserie)
- 2019: Missing Persons (Kurzfilm)
- 2019: Countless Sheep (Kurzfilm)
- 2019: Tango Down (Kurzfilm)
- 2019: Verotika
- 2019: Clown – Willkommen im Kabinett des Schreckens (Clown)
- 2019: Cross 3
- 2019: Beyond the Law
- 2020: Running with Fear
- 2020: Two Wizards, One Staff (Kurzfilm)
- 2020: Monster Hunters – Die Alienjäger (Monster Hunters)
- 2020: Apocalypse of Ice – Die letzte Zuflucht (Apocalypse of Ice)
- 2020: Meteor Moon
- 2020: Steele Justice
- 2021: Triassic Hunt
- 2021: Killer Advice
- 2021: 2021 – War of the Worlds: Invasion from Mars (Alien Conquest)
- 2021: Ape vs. Monster
- 2021: Blue Call
- 2021: Aquarium of the Dead
- 2021: Wild West Chronicles (Fernsehserie, Episode 1x06)
- 2021: Swim – Schwimm um dein Leben! (Swim)
- 2021: Party from Hell (Fernsehfilm)
- 2021: Planet Dune
- 2021: Death Rider in the House of Vampires
- 2021: Fre$h: High Hills (Musikvideo)
- 2021: A Stalker in the House
- 2021: The Devil’s Triangle – Das Geheimnis von Atlantis (Devil’s Triangle)
- 2021: A Daughter’s Deceit (Fernsehfilm)
- 2022: Family Friends (Fernsehfilm)
- 2022: Hellblazers
- 2022: Clowning
- 2022: Lord of the Streets
- 2022: Bullet Train Down
- 2022: Dawn
- 2022: The Wonder of Love (Kurzfilm)
- 2022: Super Volcano (Fernsehfilm)
- 2022: Megaquake – Kalifornien am Abgrund (20.0 Megaquake, Fernsehfilm)
- 2023: Hands Off My Father (Fernsehfilm)
- 2023: Ice Storm
- 2023: Ape vs. Mecha Ape
- 2023: The Getback
- 2023: Ice Storm – Der Beginn einer neuen Eiszeit (Ice Storm, Fernsehfilm)
- 2023: That's a Wrap
- 2023: Megalodon: The Frenzy
- 2023: Love by Design
- 2023: Arctic Armageddon
- 2024: Shark Warning

### Produktion
- 2012: Insatiable (Kurzfilm)
- 2016: Just Love (Fernsehfilm)
- 2017: Secrets of Deception
- 2017: Compton Silkk (Kurzfilm)
- 2018: Bella's Story
- 2020: Running with Fear
- 2020: Steele Justice